# Михайло Ристич
Михайло Г. Ристич (на сръбски: Михаило Ристић или Mihailo Ristić) e сръбски и югославски дипломат, деец на сръбската пропаганда в Македония.

## Биография
Ристич е роден в 1864 година в Белград, Сърбия. Завършва основно училище и гимназия в Белград. През 1886 година завършва Юридическия факултет на Великата школа и отива да учи в Париж.
Започва кариерата си във външното министерство през 1884 година. Работи в отдела за пропаганда. Като секретар на министерството през 1892 година обикаля Косово, посещава и Прищина - заключава, че положението на сърбите там е толкова лошо, че след 10 години може да няма изобщо сърби в областта.
Става секретар в посолството в Цариград през 1893 г. Секретар е във външното министерство в Белград през 1896 г.
През 1896 година става сръбски консул в Скопие, а през 1898 година е назначен за секретар на посолството във Виена, Австро-Унгария. От 1899 до 1903 година е сръбски консул в Битоля. Определен е за дипломатически агент в София, но не приема длъжността. Отново става консул в Скопие през 1904 година и остава там до 1906 г.
Като консул подпомага сръбското църковно и просветно дело, както и въоръжената борба на сръбските чети с българските на ВМОРО. Той е против идеята четниците да идват от Сърбия и да се въоръжават от Сърбия. Смята, че могат да се набират между местните сърби и сърбомани, които познават местния терен. Счита, че най-добър ръководител на сръбското дело е външното министерство, а не патриотичните организации. През 1904 г. координира с местни хора прехода на четата на Йован Бабунски от Сърбия, през Вардар до Азот.
Като битолски консул Ристич сключва договор с гръцкия консул Стаматиос Кюзе-Пезас, според който гръцкото влияние не трябва да се простира северно от Крушево и Прилеп, а сръбското южно от Битоля. Заявява, че нуждите на сръбската политика отхвърлят мисълта за Автономна Македония, защото би била втора българска държава.
От 1906 до 1914 година служи като консул в Букурещ, Румъния, а от 1907 година е посланик в Рим, Италия. Макар че е назначен за пратеник в Рим през 1907 г., не отива в Италия „заради военното положение“ до 1914 г. През 1913 година (като консул в Румъния) подписва Букурещкия мир заедно с министър-председателя Никола Пашич.
Отива в Италия в последните дни на 1914 г. като консул на Сърбия в Рим, Италия. Там започва преговори за „Арбания (Албания) и излаза на Сърбия към Адриатическо море“ през март 1915 г. Като консул в Рим пътува до Корфу, където започва сесия на скупщината в края на август 1916 г.
Делегат е на Югославия в Дунавската комисия през 1920 г. Пенсионира се през 1924 г.

## Трудове
- Кроз гробље, путопис по Старој Србији (1894, с псевнодима П. Балкански)
- Српски народ у скопљанској епархији, расправа о црквено-школским приликама (1899, с псевнодима П. Балкански)